# Джеймс Хекман
Джеймс Джоузеф Хекман (на английски: James Joseph Heckman) е американски икономист, работещ в областта на иконометрията и микроикономиката. През 2000 г. получава Наградата за икономически науки на Шведската банка в памет на Алфред Нобел.